# Era d'estate
Era d'estate è un film del 2016 diretto da Fiorella Infascelli.
I protagonisti sono interpretati da Massimo Popolizio e Giuseppe Fiorello, rispettivamente nei ruoli di Giovanni Falcone e Paolo Borsellino. È stato girato all'Asinara nei luoghi dove avvennero i fatti.

## Trama

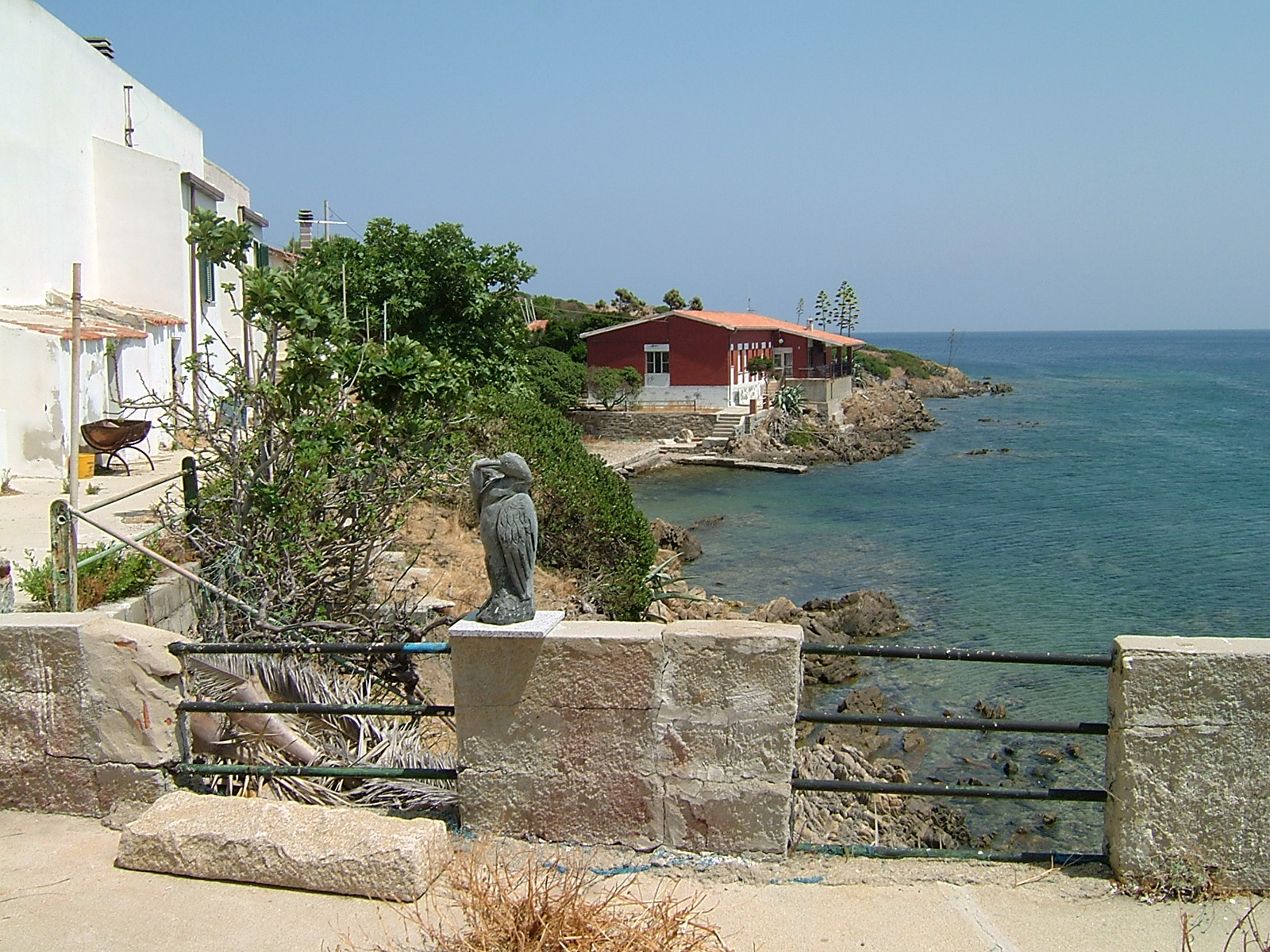
La casa rossa di Cala d'Oliva in cui Falcone, Borsellino e le loro famiglie vissero durante il soggiorno all'Asinara

Asinara, estate 1985. Giovanni Falcone e Paolo Borsellino vengono trasferiti sull'Asinara, un'isola nel mar di Sardegna insieme alle loro famiglie. La situazione è più grave del solito poiché Cosa Nostra, date le indagini e gli imminenti processi e arresti di molti dei suoi componenti, minaccia di uccidere i due giudici e le loro famiglie. Falcone e Borsellino vivranno tutti i giorni isolati dal mondo esterno, sapendo di essere nel centro del mirino della Mafia. Ma il timore di Giovanni Falcone è quello di essere stati allontanati dall'ufficio per bloccare il processo che stanno istruendo. Tramite la collega Liliana Ferraro che garantisce, via mare,  il contatto con la Procura di Palermo, dopo un lungo braccio di ferro, riescono a ottenere finalmente le carte del maxiprocesso su cui stavano lavorando. Dei figli di Paolo Borsellino soltanto la più grande, Lucia, non accetta la situazione fino a essere ricoverata in ospedale. Mentre il fratello Manfredi, allontanandosi furtivamente lungo una scogliera, risalendola trova un gruppo di detenuti presso cui viene successivamente rintracciato proprio da Falcone. Quest'ultimo in un momento in cui, violando il regolamento per una seconda volta, si reca in paese per prendere un caffè, viene scambiato dal barista per il collega. Poco dopo aver ottenuto le carte e cominciato alacremente a lavorare, possono far ritorno a Palermo.

## Riconoscimenti
- 2017 - David di Donatello
  - Candidatura Migliore sceneggiatura adattata a Fiorella Infascelli, Antonio Leotti